# Benedykt Hertz

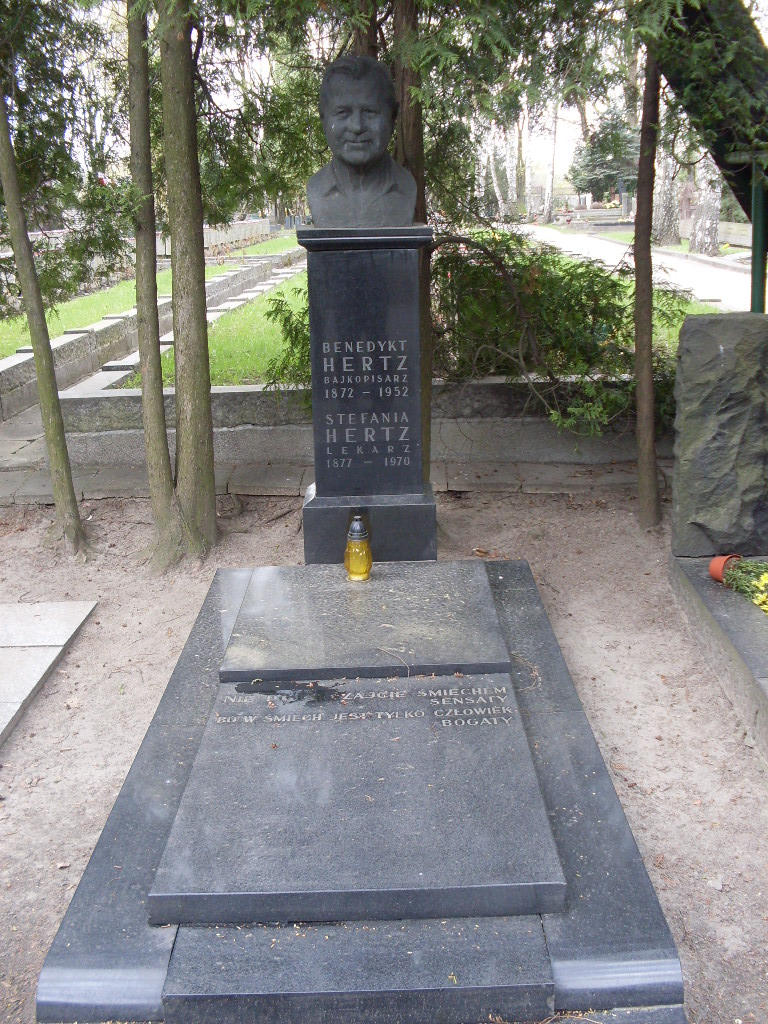
Grób Benedykta Hertza na cmentarzu Wojskowym na Powązkach w Warszawie

Benedykt Hertz (ur. 7 czerwca 1872 w Warszawie, zm. 31 października 1952 w Podkowie Leśnej) – polski pisarz, satyryk i dziennikarz.

## Życiorys
Był synem Józefa Hertza, urzędnika bankowego i powstańca styczniowego, i Doroty z domu Libkind. Studiował w Paryżu i Zurychu.
Był związany z ruchem socjalistycznym. Tworzył satyry polityczne i obyczajowe oraz liczne bajki dla dzieci.
Był współpracownikiem wielu czasopism m.in. „Głosu”, „Naprzód” i „Robotnika”.
Po 1945 współpracował z warszawskimi czasopismami, m.in. „Kurierem Codziennym”.
Został pochowany na cmentarzu Wojskowym na Powązkach w Warszawie (kwatera A24-tuje-2).

## Ważniejsze prace
- Bajki (1903),
- Bajki i satyry (1911)
- Bajki minionych dni (1914–1918)
- Żarty nie na żarty
- Bajki, satyry, piosenki (zbiór 1900–1930)
- Ze wspomnień Samowara (powieść autobiograficzna, 1936)[1]
- Z dziejów terminatora (1951)[1]
- Satyry (1919–1951)
- Na taśmie 70-lecia (1966)[1]

Był autorem Antologii bajki polskiej, która po jego śmierci wyszła z przedmową i w opracowaniu Marii Hulewiczowej (1958). Przełożył także Bajki Iwana Kryłowa.

## Rodzina
Jego bratem był Henryk Barwiński.

## Odznaczenia
- Krzyż Komandorski Orderu Odrodzenia Polski – pośmiertnie (3 listopada 1952, za długoletnią pracę literacką)[5][6]
- Krzyż Oficerski Orderu Odrodzenia Polski (1 października 1952, z okazji 50-lecia twórczości literackiej)[7]

## Upamiętnienie
- W 1954 jego imieniem nazwano ulicę w Warszawie[8].